# Menu a discesa

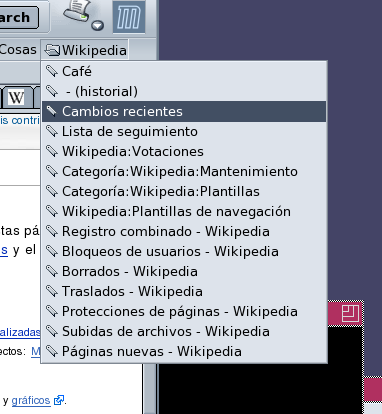
Esempio di menu a discesa

Con menu a discesa o menu a tendina (in inglese dropdown) in informatica si intende un tipo di menu che viene attivato cliccando su uno degli elementi della barra dei menu e consiste appunto di una tendina di elementi alternativi selezionabili. 
I menu a discesa furono introdotti per la prima volta in un sistema operativo per personal computer da Apple nel 1984 con il primo computer Macintosh che sviluppò idee e dei progetti di Xerox. Oggi i menu a discesa sono uno dei principali elementi di ogni interfaccia grafica di tutti i sistemi operativi.

## Esempio di menu a discesa nel web

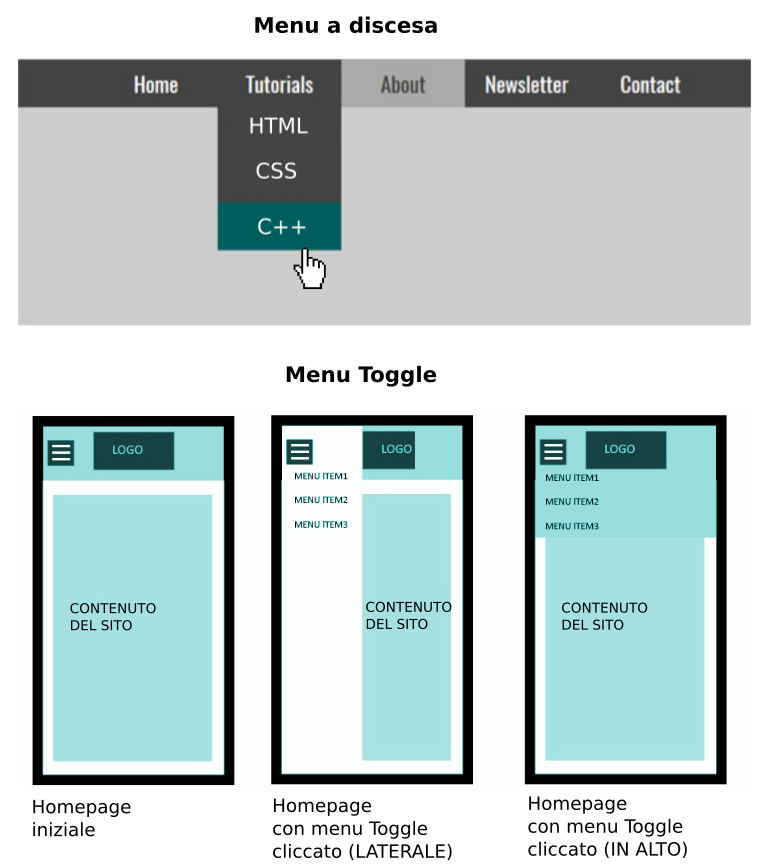
Esempi di menu sul web

HTML:
```
<
div
 
class
=
"dropdown"
>

  
<
button
 
class
=
"dropbtn"
>
menu a discesa
</
button
>

  
<
div
 
class
=
"dropdown-content"
>

    
<
a
 
href
=
"#"
>
Link 1
</
a
>

    
<
a
 
href
=
"#"
>
Link 2
</
a
>

    
<
a
 
href
=
"#"
>
Link 3
</
a
>

  
</
div
>

</
div
>

```

CSS:
```
.
dropbtn
 
{

  
background-color
:
 
#ff00ff
;

  
color
:
 
white
;

  
padding
:
 
16
px
;

  
font-size
:
 
16
px
;

  
border
:
 
none
;

}

.
dropdown
 
{

  
position
:
 
relative
;

  
display
:
 
inline-block
;

}

.
dropdown-content
 
{

  
display
:
 
none
;

  
position
:
 
absolute
;

  
background-color
:
 
#f2f2f2
;

  
min-width
:
 
180
px
;

  
box-shadow
:
 
0
px
 
7
px
 
19
px
 
0
px
 
rgba
(
0
,
0
,
0
,
0.3
);

  
z-index
:
 
1
;

}

.
dropdown-content
 
a
 
{

  
color
:
 
black
;

  
padding
:
 
12
px
 
16
px
;

  
text-decoration
:
 
none
;

  
display
:
 
block
;

}

.
dropdown-content
 
a
:
hover
 
{
background-color
:
 
#ccc
;}

.
dropdown
:
hover
 
.
dropdown-content
 
{
display
:
 
block
;}

.
dropdown
:
hover
 
.
dropbtn
 
{
background-color
:
 
#35e48
;}

```